# Lijst van burgemeesters van Veghel
Dit is een lijst van burgemeesters van de voormalige Nederlandse gemeente Veghel in de provincie Noord-Brabant.
| Ambtsperiode | Naam burgemeester             | Partij of stroming | Bijzonderheden                |
| ------------ | ----------------------------- | ------------------ | ----------------------------- |
| 1810 - 1813  | Gerrit van Roij               |                    |                               |
| 1813 - 1822  | Jhr. J.F. de Kuijper          |                    | Maire/Schout                  |
| 1822 - 1832  | Arnoldus van Roij             |                    |                               |
| 1832 - 1838  | Jacob Jacot                   |                    |                               |
| 1838 - 1850  | Jan G. van den Heuvel         |                    |                               |
| 1851 - 1858  | Antonius Verbeek              |                    |                               |
| 1858 - 1906  | Jhr. Victor F.A.H. de Kuijper |                    | zoon van jhr. J.F. de Kuijper |
| 1906 - 1924  | Marianus A. Völker            |                    |                               |
| 1924 - 1936  | Franciscus C. van Lith        |                    |                               |
| 1936 - 1942  | Matthaeus A. Eliëns           |                    |                               |
| 1943         | P.J. Wijnhoven                |                    | waarnemend                    |
| 1943 - 1944  | Jan Sassen                    | NSB                |                               |
| 1944         | G. Donkers                    |                    |                               |
| 1944         | Matthaeus A. Eliëns           |                    |                               |
| 1944 - 1968  | J.P. Schreven                 |                    | tot 1946 waarnemend           |
| 1969 - 1985  | Harrie (H.P.J.) van Weegen    | KVP                |                               |
| 1985 - 1998  | Iz (I.J.P.) Keijzer           | VVD                |                               |
| 1998 - 2008  | Arno (A.) Frankfort           | VVD                |                               |
| 2008 - 2009  | Peter (P.J.J.M.) Mangelmans   | VVD                | waarnemend                    |
| 2009 - 2016  | Ina (I.R.) Adema              | VVD                |                               |
| 2016 - 2017  | Marcel (M.A.) Fränzel         | D66                | 2017 Kees van Rooij           |